# Киенская сельская община
Киенская сельская общи́на (укр. Киїнська сільська громада) — территориальная община в Черниговском районе Черниговской области Украины. Административный центр — село Киенка.
Население — 4 684 человек. Площадь — 108,2 км².
Количество учреждений, оказывающих первичную медицинскую помощь — 5.

## История
Киенская сельская община была создана 10 августа 2018 года путём объединения Киенского, Трисвятскослободского и Шестовицкого сельсоветов Черниговского района.
17 июля 2020 года община вошла в состав нового Черниговского района.

## География
Община граничит с Черниговской (город Чернигов), Новобелоусской, Михайло-Коцюбинской, Гончаровской, Ивановской общинами. Реки: Десна, Белоус, Ильговка, Киянка, Жавинка.
На территории общины есть два эксклава Черниговской общины (Черниговского горсовета): Аэропорт и Заречный — районы города Чернигова.

## Населённые пункты
- Гущин
- Жавинка
- Киенка
- Павловка
- Трисвятская Слобода
- Шестовица